# Heber (Utah)
Heber é uma cidade localizada no estado norte-americano de Utah, no Condado de Wasatch.

## Demografia
Segundo o censo norte-americano de 2000, a sua população era de 7291 habitantes.
Em 2006, foi estimada uma população de 9775, um aumento de 2484 (34.1%).

## Geografia
De acordo com o United States Census Bureau tem uma área de
8,9 km², dos quais 8,9 km² cobertos por terra e 0,0 km² cobertos por água.

## Localidades na vizinhança
O diagrama seguinte representa as localidades num raio de 16 km ao redor de Heber.